# Seo Ji-hoon
Seo Ji-hoon (en hangul, 서지훈; en hanja, 徐志焄), es un actor surcoreano.

## Carrera
Es miembro de la agencia "Management Koo".
En el 2016 apareció como invitado en un episodio de la serie Signal, donde interpretó a Jang Tae-jin.También apareció en la serie The Legendary Shuttle donde dio vida a Jo Tae-woong.Y en diciembre del mismo año se unió al elenco principal de la serie Solomon's Perjury donde dio vida a Bae Joon-young, un joven que encuentra el cuerpo de Lee So-woo (Seo Young-joo), hasta el final de la serie en enero del 2017. 
En julio del 2017 se unió al elenco recurrente de la serie School 2017 donde interpretó a Yoon Kyung-Woo, un guitarrista y cantautor que está enamorado de Oh Sa-rang (Park Se-wan).
El 8 de enero de 2018 se unió al elenco principal de la serie Longing Heart (también conocida como "My First Love") donde interpretó al estudiante Kang Shin-woo, hasta el final de la serie el 6 de febrero del mismo año. Shin-woo de adulto fue interpretado por el bajista, cantante y actor Lee Jung-shin.
Ese mismo año se unió al elenco de la serie Misty donde interpretó a Ha Myung-woo de joven. Papel interpretado por el cantante Im Tae-kyung. El 5 de noviembre del mismo año se unió al elenco principal del nuevo drama Tale of Gyeryong Fairy (también conocida como "Mama Fairy and the Woodcutter") donde dio vida a Kim Geum, un estudiante del departamento de biología de la Universidad y la reencarnación del esposo de Sun Ok-nam (Moon Chae-won), hasta el final de la serie el 25 de diciembre del mismo año.
El 16 de septiembre del 2019 se unió al elenco principal de la serie Flower Crew: Joseon Marriage Agency donde interpretó a Lee Soo, un joven herrero de 23 años que se entera de que será el nuevo Rey de Joseon, hasta el final de la serie el 5 de noviembre del mismo año.
El 25 de mayo del 2020 se unió al elenco principal de la serie Welcome (también conocida como "Come Here") donde dio vida a Lee Jae-sun, hasta el final de la serie el 30 de abril del mismo año.El 6 de julio del mismo año se unió al elenco principal de la serie To All The Guys Who Loved Me (también conocida como "That Guy Is That Guy" o "A Man Is A Man") donde interpretó a Park Do-kyum, un artista de webtoon de gran éxito, alegre y adorable, hasta el final de la serie el 1 de septiembre del mismo año.En octubre del mismo año se anunció que se había unido al elenco principal de la serie Youth (también conocida como "Blue Sky") donde dará vida al alter ego del cantante Kim Seok-jin, miembro del exitoso y popular grupo surcoreano BTS.

## Filmografía

### Cine
| Año  | Título            | Hangul   | Papel          | Ref.   |
| ---- | ----------------- | -------- | -------------- | ------ |
| 2024 | Citizen of a Kind | 시민덕희 | Detective Shin | [ 21 ] |

### Series de televisión
| Año     | Título                              | Personaje                 | Notas                     | Ref.          |
| ------- | ----------------------------------- | ------------------------- | ------------------------- | ------------- |
| 2016    | Matching! Boys Archery              | Yoo Ji-wan                | -                         |               |
| 2016    | Signal                              | Jang Tae-jin              | Ep. 1.14                  |               |
| 2016    | The Legendary Shuttle               | Jo Tae-woong              | -                         |               |
| 2016    | Solomon's Perjury                   | Bae Joon-young            | 12 episodios              |               |
| 2017    | A Special Meal of the Weirdo 'Nara' | Ko Shi-saeng              | -                         |               |
| 2017    | School 2017                         | Yoon Kyung-woo            | -                         |               |
| 2017-18 | Prison Playbook                     | Min-sik                   | -                         |               |
| 2018    | Longing Heart                       | Kang Shin-woo (de joven)  | 10 episodios              |               |
| 2018    | Misty                               | a Ha Myung-woo (de joven) |                           |               |
| 2018    | Tale of Gyeryong Fairy              | Kim Geum                  | 16 episodios              |               |
| 2019    | Flower Crew: Joseon Marriage Agency | Rey Lee Soo               | 16 episodios              |               |
| 2020    | Welcome                             | Lee Jae-sun               | 24 episodios              |               |
| 2020    | To All The Guys Who Loved Me        | Park Do-kyum              | 32 episodios              | [ 22 ]        |
| 2021    | Imitation                           | Yoon Bin                  | Aparición especial, ep. 8 |               |
| 2021    | Youth                               | Kim Seok-jin              |                           |               |
| 2022    | La venganza de los otros            | Seok Jae-beom             | 12 episodios              | [ 23 ]        |
| 2023    | My Lovely Liar                      | Lee Kang-min              | 16 episodios              | [ 24 ]        |
| 2024    | The Midnight Studio                 | Yoon So-myeong            |                           | [ 25 ] [ 26 ] |

### Aparición en programas de variedades
| Año  | Título      | Notas                 |
| ---- | ----------- | --------------------- |
| 2020 | Running Man | (ep. #496) - invitado |

## Premios y nominaciones
| Año  | Premio                | Categoría                                                        | Trabajo                      | Resultado | Ref.   |
| ---- | --------------------- | ---------------------------------------------------------------- | ---------------------------- | --------- | ------ |
| 2016 | 30th KBS Drama Awards | Premio a la excelencia, actor en drama de un acto/especial/corto | The Legendary Shuttle        | Nominado  |        |
| 2020 | 34th KBS Drama Awards | Mejor actor revelación                                           | Welcome                      | Ganador   | [ 28 ] |
| 2020 | 34th KBS Drama Awards | Mejor actor revelación                                           | To All The Guys Who Loved Me | Ganador   | [ 28 ] |